# Eljakim
Eljakim (hebr. אליקים; ang. Elyaqim, lub także Eliakim) – moszaw położony w Samorządzie Regionu Megiddo, w Dystrykcie Północnym, w Izraelu.

## Położenie
Moszaw Eljakim jest położony na wysokości od 210 do 240 metrów n.p.m. na północnej krawędzi Wyżyny Manassesa, u podnóża masywu Góry Karmel na północy Izraela. Okoliczny teren wznosi się ku położonym na północy wysokim zalesionym wzgórzom masywu Góry Karmel, które wznoszą się tutaj na wysokość 323 metrów n.p.m. Jest to obszar tak zwanego Wadi Milk. Przebiega tędy dział wód. Po stronie wschodniej wznoszą się wzgórza Wyżyny Manassesa, pomiędzy którymi wiją się wadi strumieni Jokne’am, Sanin i ha-Sznajim (spływają one do Doliny Jezreel). Po stronie północno-zachodniej teren łagodnie opada do wadi strumienia Maharal, natomiast na południe od kibucu są źródła strumieni Nachal Tut i Boded (spływają one na równinę przybrzeżną Izraela). Część okolicznych terenów jest wykorzystywana jako sady, gaje, uprawy rolnicze lub pastwiska. W jego otoczeniu znajduje się miasto Jokne’am, miejscowość Dalijat al-Karmil, kibuce Ramat ha-Szofet i Dalijja, Ramot Menasze, moszawy Bat Szelomo, Ofer i Kerem Maharal, wieś komunalna En ha-Emek, oraz arabska wieś Ajn Haud. Na zachód od wsi jest baza wojskowa Eljakim, a na południowym zachodzie jest elektrownia Chaggit.
Eljakim jest położony w Samorządzie Regionu Megiddo, w Poddystrykcie Jezreel, w Dystrykcie Północnym Izraela.

## Historia

Zakładanie moszawu Eljakim

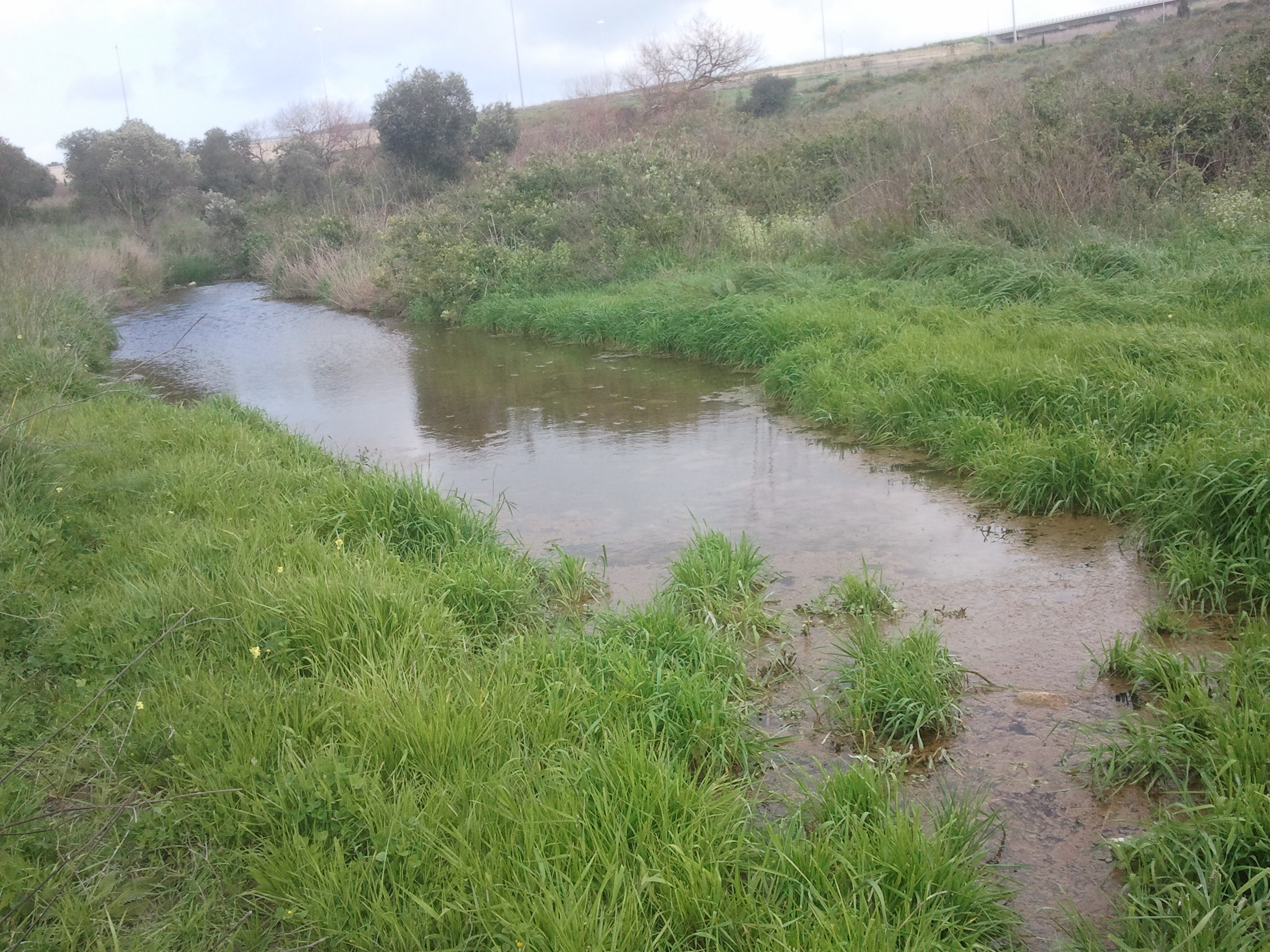
Rezerwat przyrody Nachal Tut

Pierwotnie w okolicy tej znajdowała się arabska wieś Umm az-Zinat. Po I wojnie światowej w 1918 roku cała Palestyna przeszła pod panowanie Brytyjczyków, który w 1921 roku utworzyli Brytyjski Mandat Palestyny. Umożliwiło to rozwój osadnictwa żydowskiego w Palestynie. W latach 30. XX wieku żydowskie organizacje syjonistyczne zaczęły wykupywać grunty na Wyżynie Manassesa. W poszukiwaniu skutecznego rozwiązania narastającego konfliktu izraelsko-arabskiego w dniu 29 listopada 1947 roku została przyjęta Rezolucja Zgromadzenia Ogólnego ONZ nr 181. Zakładała ona między innymi, że wieś Umm az-Zinat miała znaleźć się w granicach nowo utworzonego państwa żydowskiego. Arabowie odrzucili tę rezolucję i dzień później doprowadzili do wybuchu wojny domowej w Mandacie Palestyny. Od samego początku wojny okoliczne wioski były wykorzystywane przez arabskie milicje, które sparaliżowały żydowską komunikację w całym regionie. W dniach 4-14 kwietnia 1948 roku doszło do bitwy o Miszmar ha-Emek, w wyniku której siły żydowskiej Hagany zajęły i wysiedliły szereg pobliskich wiosek arabskich. Około 28 kwietnia mieszkańcy wsi Umm az-Zinat w obawie przed pogromem upuścili swoje domy. Na samym początku I wojny izraelsko-arabskiej w dniu 15 maja 1948 roku siły Hagany zajęły opuszczoną wieś Umm az-Zinat. W kolejnych dniach zniszczono jej domy. Umożliwiło to dalszy rozwój żydowskiego osadnictwa w rejonie.
Współczesny moszaw został założony w 1949 roku przez żydowskich imigrantów z Jemenu. Jego nazwę zaczerpnięto od biblijnego króla Eliakima. Niedostatek ziemi rolnej spowodował, że mieszkańcy moszawu zaczęli stopniowo odchodzić od pracy w rolnictwie, decydując się na dojeżdżanie do pobliskich stref przemysłowych. Z tego powodu w 1970 roku moszaw przekształcono w wieś komunalną, jednak w 2008 roku dokonano kolejnej restrukturyzacji i powrócono do moszawu.

## Demografia
Większość mieszkańców moszawu jest Żydami, jednak nie wszyscy identyfikują się z judaizmem. Tutejsza populacja jest mieszana - świecka i religijna:

## Gospodarka i infrastruktura
Większość mieszkańców dojeżdża do pracy w pobliskich strefach przemysłowych. Pozostała część utrzymuje się z rolnictwa. W moszawie jest przychodnia zdrowia, sklep wielobranżowy oraz warsztat mechaniczny.

## Transport
Z moszawu wyjeżdża się na północny wschód na drogę nr 672, którą jadąc na południowy wschód dojeżdża się do skrzyżowania z drogą prowadzącą na północny wschód do miasta Jokne’am, a następnie do wsi komunalnej En ha-Emek. Natomiast jadąc drogą nr 672 na północny zachód dojeżdża się do węzła drogowego z drogą ekspresową nr 70 i dalej do miejscowości Dalijat al-Karmil. Drogą ekspresową nr 70 dojeżdża się na północny wschód do miasta Jokne’am i skrzyżowania z drogą nr 66, lub na południowy zachód do węzła drogowego z autostradą nr 6.

## Edukacja i kultura
Moszaw utrzymuje przedszkole i religijną szkołę podstawową. Pozostałe oraz świeckie dzieci są dowożone do szkoły podstawowej i średniej w kibucu En ha-Szofet. W moszawie znajduje się ośrodek kultury z biblioteką oraz ośrodek sportu. Przy domu kultury funkcjonuje zespół tańca jemeńskiego. Jest tu także synagoga i mykwa.

## Turystyka
Na północny zachód od moszawu, w 2000 roku utworzono Rezerwat przyrody Nachal Tut, który chroni roślinność oraz źródła i koryto strumienia Tut. Rezerwat zajmuje powierzchnię 396 hektarów. Obszar całej Wyżyny Menassesa stanowi od 2011 roku rezerwat biosfery UNESCO. Rezerwat biosfery obejmuje obszary zalesione, źródła strumieni, wzgórza wulkaniczne i stanowiska archeologiczne.

## Osoby związane z moszawem
- Boaz Mauda – piosenkarz izraelski, zwycięzca 5. edycji programu Kochav Nolad (odpowiednik Idola), reprezentant Izraela na Eurowizji 2008 zajmujący 9. miejsce. Boaz urodził się i mieszka nadal w moszawie Eljakim.